# Ixchela furcula
Espèce
Synonymes
- Coryssocnemis furcula F. O. Pickard-Cambridge, 1902

Ixchela furcula est une espèce d'araignées aranéomorphes de la famille des Pholcidae.

## Distribution
Cette espèce se rencontre au Guatemala, au Honduras et au Salvador.

## Description
Le mâle étudié par Valdez-Mondragón en 2013 mesure 7,80 mm et la femelle 8,00 mm.

## Publication originale
- F. O. Pickard-Cambridge, 1902 : Arachnida - Araneida and Opiliones. Biologia Centrali-Americana, Zoology. London, vol. 2, p. 313-424 (texte intégral).